# Strunjan
Strunjan is een plaats in Slovenië en maakt deel uit van de gemeente Piran in de NUTS-3-regio Obalnokraška. De plaats telde 652 inwoners op 1 januari 2020.